# Iglesia de Santa María de los Ángeles (Chicago)
La iglesia de Santa María de los Ángeles (en inglés: St. Mary of the Angels; en polaco: Kościół Matki Boskiej Anielskiej) es una iglesia histórica de la Arquidiócesis de Chicago en Chicago, Illinois. Está situada en el 1850 de la avenida North Hermitage, en el barrio Bucktown de Chicago, y es un ejemplo del estilo arquitectónico de catedral polaca, género norteamericano de arquitectura de iglesias católicas. Es una de las monumentales iglesias polacas visibles desde la autopista Kennedy.
Desde 1899 hasta 1990, la parroquia fue administrada por sacerdotes de la Congregación de la Resurrección. Desde enero de 1991, ha sido administrada por la Sociedad Sacerdotal de la Santa Cruz.

## Arquitectura

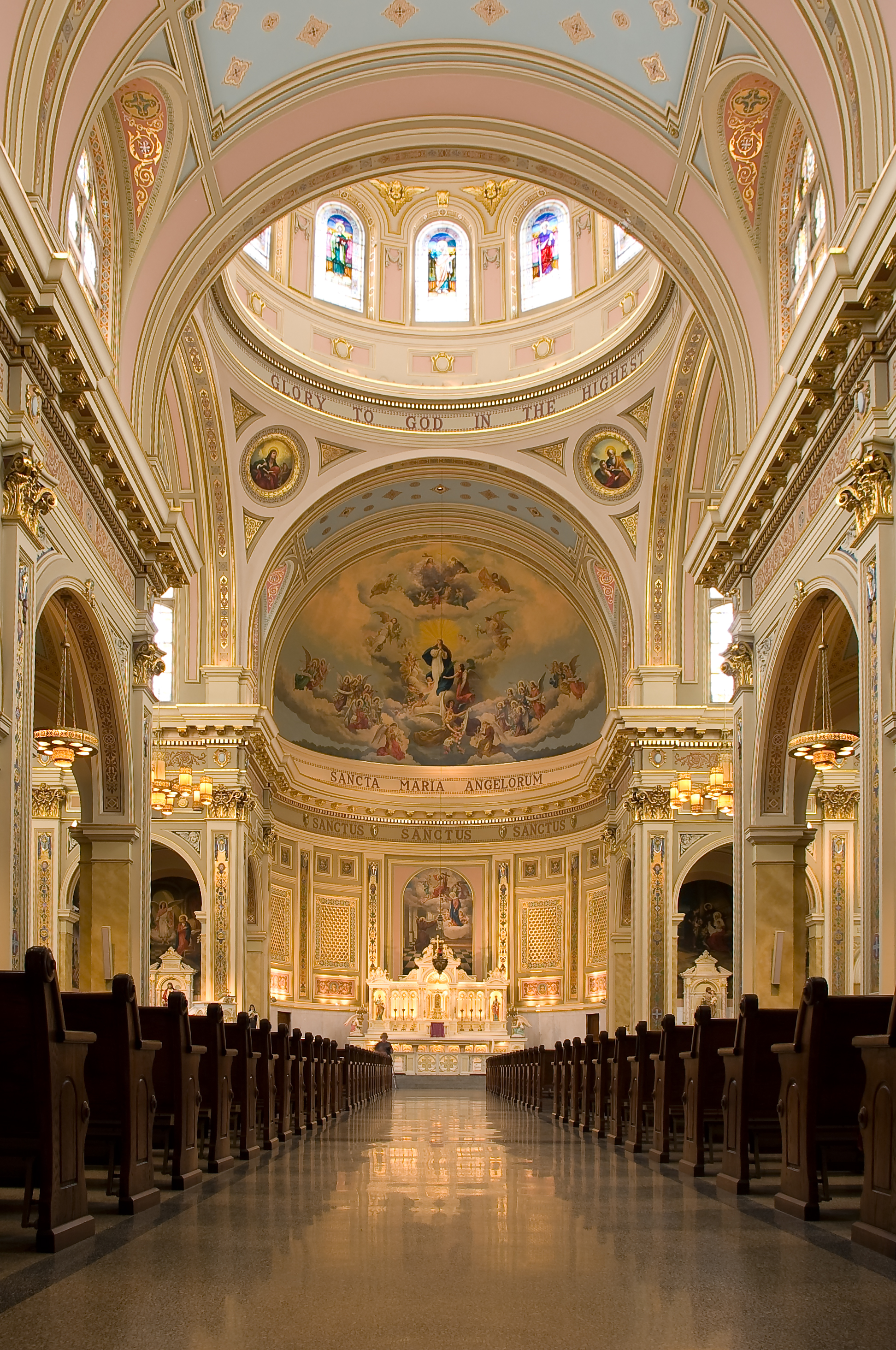
Interior de la iglesia.

Al igual que otras iglesias polacas en el estilo de catedral polaca, como la Basílica de San Josafat en Milwaukee o el Inmaculado Corazón de María en Pittsburgh, la firma arquitectónica Worthmann y Steinbach modeló el diseño de la iglesia en la Basílica de San Pedro en Roma. Ha sido aclamado como uno de los mejores especímenes de la arquitectura renacentista romana en los Estados Unidos. El imponente edificio de ladrillo con sus campanarios gemelos y su magnífica cúpula se construyó a un costo de 400 000 dólares, un testimonio del celo del Padre Gordon y de la generosidad de los feligreses.
En 1948, en preparación para el Jubileo de Oro de la parroquia, John A. Mallin decoró el interior de la iglesia con diseños y pinturas ornamentales. El órgano de tubo W. W. Kimball fue instalado en 1923 a un costo de 23 750 dólares. Contiene cuatro manuales o teclados y 57 rangos que incluyen paradas de teatro, que la convierten en una rareza en la Arquidiócesis de Chicago. El costo de la revisión del órgano en 1962 ascendió a 15 000 dólares.
En 1973 se hicieron extensas reparaciones en el exterior de la cúpula de la Iglesia y la Sociedad del Santo Nombre donó la "Luz Guiadora" azul que es visible en la cúpula a una distancia significativa, especialmente desde la cercana autopista Kennedy.

## Historia

### Inicio y construcción de la planta parroquial
La parroquia de Santa María de los Ángeles fue organizada en 1899 por el Rev. Vincent Barzynski, pastor de San Estanislao Kostka, la parroquia polaca más antigua de Chicago.
La parroquia fue fundada para servir al gran número de polacos que se habían establecido en Bucktown, que era una parte del centro polaco de Chicago. La arquidiócesis compró dos bloques de la ciudad por un total de 96 lotes en la esquina de Hermitage y Cortland (anteriormente Clybourn Place) por 60 000 dólares. Un bloque fue subdividido para residencias mientras que el otro se convirtió en el sitio de la parroquia. El primer pastor, Rev. Francis Gordon, puso la piedra angular del primer edificio en el 1810 de North Hermitage Avenue, ahora utilizado como escuela, el 2 de julio de 1899. El edificio de ladrillo de tres pisos fue diseñado en el estilo renacentista por Henry J. Schlacks y se completó a un costo de 65 000 dólares. El sótano alberga salón de reuniones, un gimnasio y un auditorio. El piso principal tenía doce aulas y cuartos del convento mientras que el segundo piso albergaba el santuario con los cuartos para los sacerdotes en el ático. El arzobispo dirigió la ceremonia de la dedicación y el alcalde Carter Harrison Jr. estaba entre la multitud de 20 000 testigos.
El 15 de febrero de 1900, cuatro Hermanas de la Congregación de la Resurrección inauguraron la Escuela Santa María de los Ángeles con una matrícula de 425 estudiantes. En 1905, el nuevo edificio del 1850 North Hermitage se convirtió en el hogar del noviciado para la orden de las hermanas. En 1909, el Padre Gordon comenzó a planear la construcción de una nueva iglesia en la esquina de Hermitage y Cortland. Aunque el trabajo comenzó el 28 de septiembre de 1911, la piedra angular de la iglesia no fue puesta hasta el 2 de agosto de 1914. Debido a los numerosos retrasos causados por huelgas, la Primera Guerra Mundial, y la escasez crítica de materiales de construcción, la construcción continuó durante un período de ocho años y ocho meses. Entretanto, la actual rectoría de la Calle North Wood se completó en julio de 1912. Finalmente, el arzobispo George Mundelein dedicó el nuevo santuario de Santa María de los Ángeles el 30 de mayo de 1920.
En 1899, sólo existía un comité parroquial y tres sociedades, en la década de 1920, la parroquia había crecido para abarcar un comité parroquial, dos asociaciones de construcción y préstamos, 28 cofradías, sodalías, sociedades hermanas y clubes.
Según la edición del 21 de septiembre de 1912 del Catholic New World, periódico oficial de la Arquidiócesis de Chicago, la parroquia "creció tan rápidamente que ahora es una de las parroquias más grandes de la Arquidiócesis", con una membresía de aproximadamente 1 200 familias. La cantidad de miembros de la parroquia continuó disminuyendo mientras que las familias irlandesas se alejaron del vecindario.
En 1915, el noviciado de las Hermanas de la Resurrección fue trasladado al Parque Norwood y se hicieron planes para abrir una guardería para niños en el edificio de la Avenida Norte Hermitage. A partir del 21 de febrero de 1917, los hijos de madres trabajadoras fueron atendidos por las Hermanas de la Resurrección. En 1925, la escuela tenía una matrícula de 1 099 estudiantes que estaban bajo la dirección de 22 Hermanas de la Resurrección.
De 1918 a 1924, el Padre Gordon sirvió como superior regional de los Resurreccionistas en los Estados Unidos. En reconocimiento de sus muchos logros en nombre de los católicos polacos en Chicago, le fue concedida una medalla papal en 1924.
El Padre Gordon siguió sirviendo a la gente de Santa María de los Ángeles hasta su muerte el 13 de febrero de 1931. Cuando la Arquidiócesis de Chicago, en septiembre de 1952, organizó una rama de la Escuela Secundaria Weber, en cuartos en Division Street y Haddon Avenue, nombró a la nueva instalación Gordon Technical High School, en honor del primer pastor de la parroquia. En el verano de 2014, la escuela fue renombrada DePaul College Prep y su campus fue nombrado el Campus del Padre Gordon.
El Rev. Leonard Long sirvió como pastor de marzo a octubre de 1931 y fue sucedido por el Rev. Thaddeus Ligman, que permaneció como pastor durante un año. En 1932, el Rev. Edward Brzezinski, comenzó un largo pastorado de 19 años en Santa María de los Ángeles. No sólo había crecido en la parroquia, sino que había servido como asistente durante tres años. Bajo la dirección del padre Brzezinski, la deuda parroquial de 250 000 dólares fue liquidada.
A lo largo de los años, se han mejoras en el campus de la parroquia. En la década de 1930, el auditorio se conoció como el Aragón polaco, una referencia al popular Salón de Baile Aragón que todavía existe en un barrio de la ciudad. El auditorio se convirtió en un lugar de encuentro popular para los jóvenes del vecindario y resultaron por centenares para asistir a los bailes semanales patrocinados por la parroquia.
El Rev. John Grabowski sucedió al Padre Brzezinski como pastor en 1951, este dirigió la construcción del actual edificio del convento de la Avenida North Hermitage. Completado a un costo de 450 000 dólares, el Cardenal Samuel Stritch lo dedicó el 16 de agosto de 1953.
En 1954, el Rev. Chester Brzegowy se convirtió en pastor y fue sucedido en 1957 por Rev. Anthony Rybarczyk.

### Decadencia y renovación
En su fundación, la parroquia de Santa María de los Ángeles contaba con unas 300 familias. Durante los años pico de la década de 1920, más de 1 600 familias pertenecían a la parroquia con cerca de 1 200 niños matriculados en la escuela parroquial. La construcción de la autopista Kennedy impactó significativamente a la parroquia. Muchos hogares en el barrio fueron arrasados para dar paso a la carretera. Cuando el segmento de la autopista que se extiende desde la Calle Lake hasta la Avenida Foster se abrió al tráfico el 5 de noviembre de 1960, la parroquia había perdido un número considerable de familias y la matrícula escolar había disminuido en un tercio.
El Rev. Joseph Polinski, sirvió como pastor de 1964 hasta 1967, seguido por Rev. Stanley Majkut, CR. Rev. Edward Karlowicz, CR, se convirtió en pastor el 13 de marzo de 1974. Creció en la parroquia de San Estanislao Kostka, fue ordenado en 1948 y de 1954 a 1960, sirvió como director de la Escuela Secundaria Weber.
La iglesia fue renovada en preparación para el jubileo de diamantes de la fundación de la parroquia de Santa María de los Ángeles. El obispo auxiliar Alfred Leo Abramowicz presidió la misa especial del jubileo el 13 de octubre de 1974. El año de festividades concluyó con una cena parroquial el 8 de diciembre de 1974 en la Casa del Águila Blanca. Desde la formación de la parroquia, 20 jóvenes han sido ordenados, nueve de ellos como Resurreccionistas. De las 36 jóvenes de la parroquia que ingresaron a las órdenes religiosas, 27 se unieron a las Hermanas de la Congregación de la Resurrección.
En 1975, se organizó un Consejo Parroquial. Con la aprobación y cooperación del Padre Karlowicz, un grupo de ciudadanos, compuesto principalmente de feligreses patrocinó reuniones y charlas para el beneficio y bienestar de todos en el barrio.
En 1978, la Arquidiócesis anunció que se consolidaría la parroquia territorial de la Anunciación. Las familias de habla hispana que habían pertenecido a la parroquia fueron invitadas a unirse a la Iglesia de Santa María de los Ángeles, la Iglesia de San Estanislao Kostka, la Iglesia de San Hedwig o la Iglesia de San Aloysius, todos ellos con parroquianos de habla hispana. Después de la última misa en la Iglesia de la Anunciación el 25 de junio de 1978, los registros de la parroquia fueron transferidos a Santa María de los Ángeles y más tarde a la Arquidiócesis de Chicago.
Padre Karlowicz fue trasladado de Santa María en la primavera de 1984. Se desempeñó como pastor asociado en San Jacinto y San Juan de Cantius antes de morir el 5 de septiembre de 2002 a la edad de 80.
La iglesia fue cerrada y programada para demolición en 1988 debido a condiciones inseguras. Los ciudadanos y los historiadores se reunieron para salvar la estructura histórica, pero temían que la causa ya estaba perdida.
Tres años más tarde, en 1991, el cardenal Joseph Bernardin, entonces arzobispo de Chicago, confió la administración de la parroquia y la escuela a los sacerdotes del Opus Dei. El Rev. John Twist, el primer Pastor bajo esta nueva administración, y su sucesor, el Rev. Hilary Mahaney, ayudaron a la parroquia a crecer una vez más. Lanzaron varias campañas de restauración que llevaron a varias donaciones privadas que ayudaron a dar vida a la estructura de la iglesia con grandes reparaciones de la cúpula, los techos y las vidrieras. Las reparaciones continuaron en 1997 con el interior de la iglesia. Para el centenario de la parroquia en 1999, la decoración interior de la iglesia había sido completamente restaurada, se había instalado una nueva iluminación, puertas y un nuevo sistema de sonido.
En abril de 2014, Francis Cardinal George nombró al Rev. John R. Waiss como Pastor a partir del 1 de mayo de 2014 con la jubilación del Rev. Hilary Mahaney. Mahaney permanece como Pastor Emérito.

## Santa María de los Ángeles en la actualidad
Ubicada en el corazón de Bucktown y abierta desde el amanecer hasta el atardecer, siete días a la semana, las misas dominicales se celebran en inglés, polaco y español. Cada semana, cientos de residentes del área vienen a adorar, asistir a clases y eventos. Los sacerdotes del Opus Dei siguen supervisando la parroquia.
El área alrededor de la iglesia se refiere a menudo como "Marianowo" por los polacos. En los últimos años, el carácter étnico de la parroquia de Santa María de los Ángeles ha sufrido un cambio gradual de una parroquia exclusivamente polaca a una multicultural y multirracial, ya que el barrio fue testigo por primera vez de una afluencia de inmigrantes hispanos a principios de los años setenta.

## Cronología de los pastores que sirvieron en Santa María de los Ángeles
- Rev. Francis Gordon C.R. (1899-1906) (fundador)
- Rev. Joseph Ziemba C.R. (1906)
- Rev. Felix Ladon C.R. (1906-1907)
- Rev. Francis Saborosz C.R. (1907-1908)
- Rev. Francis Gordon C.R. (1909-1931) (fundador)
- Rev. Leonard Long C.R. (1931)
- Rev. Thaddeus Ligman C.R. (1931)
- Rev. Edward Brzezinski C.R. (1932-1950)
- Rev. John Grabowski C.R. (1950-1953)
- Rev. Chester Brzegowy C.R. (1953-1957)
- Rev. Anthony Rybarczyk C.R. (1957-1964)
- Rev. Joseph Polinski C.R. (1964-1967)
- Rev. Stanley Majkut C.R. (1967-1974)
- Rev. Edwin Karlowicz C.R. (1974-1984)
- Rev. Richard Grek C.R. (1984-1987)
- Rev. Edwin Lapinski C.R. (1987-1990)
- Rev. John Twist (1991-1993)
- Rev. Hilary Mahaney (1993-2014)
- Rev. John Waiss (2014–presente)